# Tachycineta euchrysea
Tachycineta euchrysea é uma espécie de andorinha endêmica da ilha caribenha de Hispaniola (dividida entre a República Dominicana e o Haiti). Também era nativa da Jamaica, mas já foi extirpada de lá. Está restrita a florestas altas e isoladas, com predomínio de Pinus occidentalis. Esta espécie é considerada uma espécie vulnerável pela União Internacional para a Conservação da Natureza (IUCN). A causa exata de sua extirpação da Jamaica é desconhecida, mas os fatores prováveis incluem predação por mamíferos introduzidos e perda de habitat, embora a hipótese da perda de habitat não seja sustentada por muitas evidências. O último avistamento da subespécie nominal foi em Hardwar Gap (localizado na fronteira entre as paróquias de Saint Andrew e Portland), no qual três indivíduos foram observados em 8 de junho de 1989.

## Dieta
Esta espécie é uma insetívora aérea, alimentando-se pincipalmente de moscas, Hemiptera (ou insetos verdadeiros) e vários outros insetos. Geralmente pode ser visto forrageando próximo ao chão, sozinho ou em pequenos grupos. Não costuma forragear acima de 20 metros, e muito raramente acima de 30 metros. Taperuçus-escuros voando abaixo de 20 metros são frequentemente encontrados perto de andorinhas-douradas quando as andorinhas estão forrageando. Sabe-se que forrageia na maioria dos habitats, exceto na floresta. Geralmente, a andorinha-dourada começa a forragear ao raiar do dia, com atividade aumentando pela manhã e diminuindo no período vespertino.